# Exodul intelectualilor
Exodul intelectualilor, numit și drenare a inteligenței, exod al creierelor, export al creierelor, scurgerea inteligenței (în engleză brain drain) este o expresie folosită pentru a desemna emigrarea masivă a unor grupuri de intelectuali sau de persoane bine pregătite profesional dintr-o anumită țară. Motivele pot fi variate pentru țara de emigrare, mediul social (lipsa oportunităților, instabilitate politică, criză economică, riscuri de sănătate, persecuție religioasă, etc.) fiind unul dintre motive. Pentru țara țintă pentru imigrare printre motive se pot enumera: oportunități materiale, oportunități de afirmare în carieră, libertate, stabilitate politică, standard de viață ridicat, libertate religioasă, etc..
Deși inițial termenul se referea la personalul tehnic care părăsește o țară, sensul său s-a modificat în „plecarea oamenilor educați sau profesioniști dintr-o țară, sector economic, sau un câmp în altă țară, de obicei pentru o mai bună remunerare sau condițiile de viață mai bune”. 

## Exemple istorice
- expulzarea evreilor și maurilor din Spania prin Decretul de la Alhambra în anul 1492.
- exodul hughenoților din Franța în sec. al XVII-lea.
- antisemitismul înainte de cel de-Al Doilea Război Mondial.
- exodul din Blocul de Est.